# Argo City
Argo City es una ciudad kryptoniana ficticia del Universo DC.

## Pre-Crisis
Antes de la Crisis en Tierras Infinitas, Argo era una ciudad que había sobrevivido a la destrucción de Kryptón (el mundo del que provenía Superman). Mientras viajaba por el espacio, la porción de Kryptón en que se ubicaba Argo City, fue convirtiéndose gradualmente en anti-kryptonita; pero la ciudad estaba cubierta de plomo para proteger a sus ciudadanos de la radiación mortal. Cuando una lluvia de meteoritos perforó la cubierta de plomo (lo que llevaría a la destrucción de Argo City), el científico Zor-El utilizó una pequeña nave espacial para enviar a su hija Kara a la Tierra, donde su primo Kal-El (el nombre kryptoniano de Superman) la ayudó a convertirse en Supergirl.
El origen de Supergirl y el destino de Argo City fueron descritos por primera vez en Action Comics N.º 252 (mayo de 1959).

## Post-Crisis
Recientemente se supo que Argo sigue estando dentro de la continuidad del Universo DC. En Supergirl N.º 6, tanto Supergirl como Power Girl se encuentran en Kandor, la ciudad embotellada. Allí, Supergirl afirma que Argo aún existe y que está buscándola por ser parte de su hogar. Como Supergirl escapó de Kryptón al mismo tiempo que el infante Superman, no ha sido confirmado si en la continuidad post-Crisis Argo sobrevivió a la destrucción de Kryptón.
- Datos: Q642453